# Mestolobes ombrias
Mestolobes ombrias là một loài bướm đêm thuộc họ Crambidae. Nó là loài đặc hữu của Molokai và Lanai.